# José Antonio Abreu
José Antonio Abreu (n. 7 mai 1939, Valera⁠(d), Venezuela – d. 24 martie 2018, Caracas, Venezuela) a fost un pianist, clavecinist, compozitor, pedagog, dirijor și economist venezuelean.
Proiectul său, dezvoltat din anul 1975, cunoscut ca Sistemul de orchestre de tineret și copii din Venezuela, a primit Premiul Nobel alternativ în 2001.